# NGC 3455

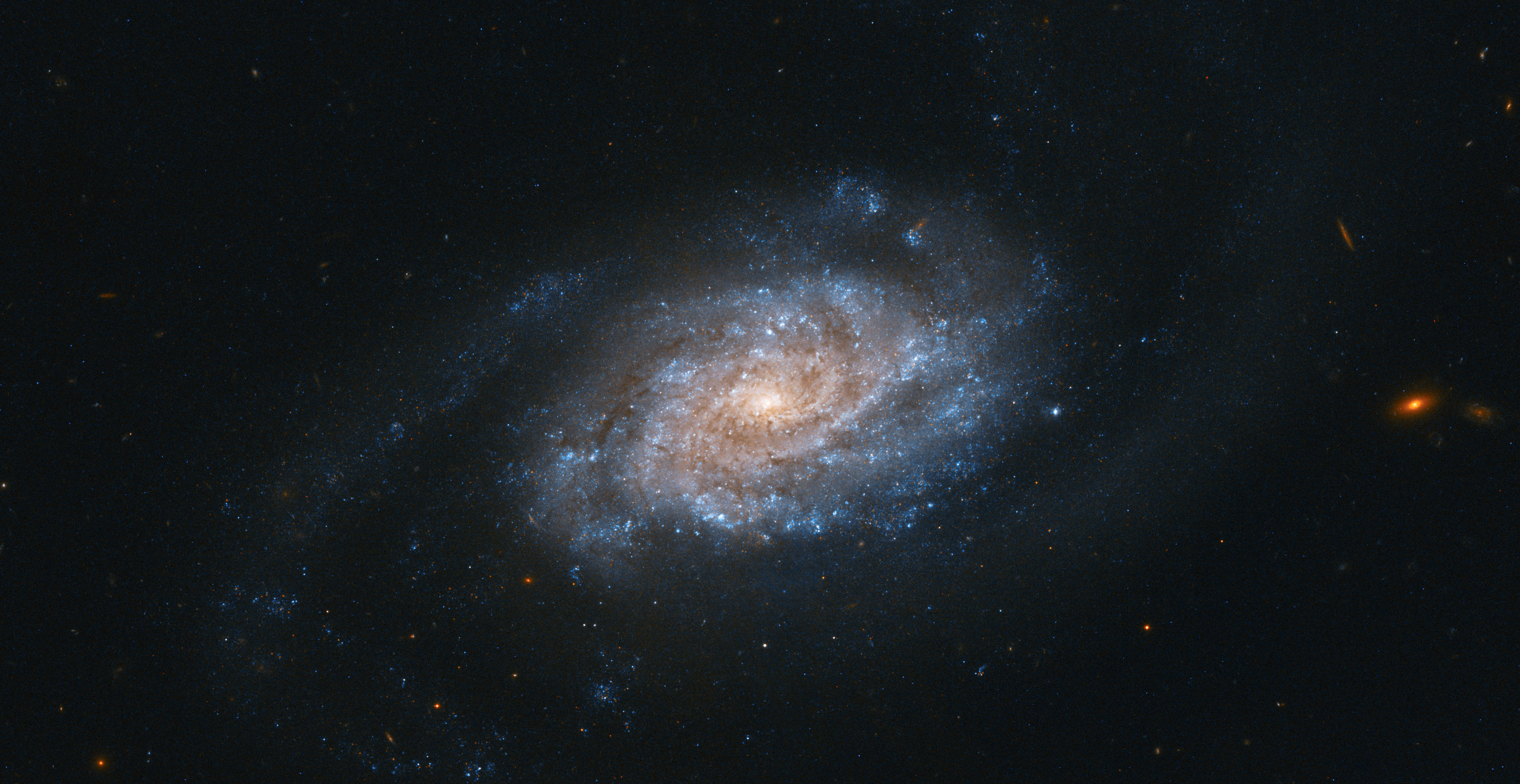
NGC 3455 par le télescope spatial Hubble.

NGC 3455 est une galaxie spirale intermédiaire située dans la constellation du Lion. NGC 3455 a été découverte par l'astronome germano-britannique William Herschel en 1835.

## Caractéristiques
La classe de luminosité de NGC 3455 est II et elle présente une large raie HI.

### Distance
Sa vitesse par rapport au fond diffus cosmologique est de 1 442 ± 24 km/s, ce qui correspond à une distance de Hubble de 21,3 ± 1,5 Mpc (∼69,5 millions d'al).
À ce jour, 13 mesures non basées sur le décalage vers le rouge (redshift) donnent une distance de 24,252 ± 8,396 Mpc (∼79,1 millions d'al), ce qui est à l'intérieur des valeurs de la distance de Hubble.

## Groupe de NGC 3370
NGC 3455 fait partie du groupe de NGC 3370. Ce groupe comprend au moins quatre autres galaxies : NGC 3370, NGC 3443, NGC 3454 et UGC 5945.

### Paire de galaxies
Selon E.L. Turner, les galaxies NGC 3454 et NGC 3455 forment une paire de galaxies rapprochées.